# Grace Napolitano

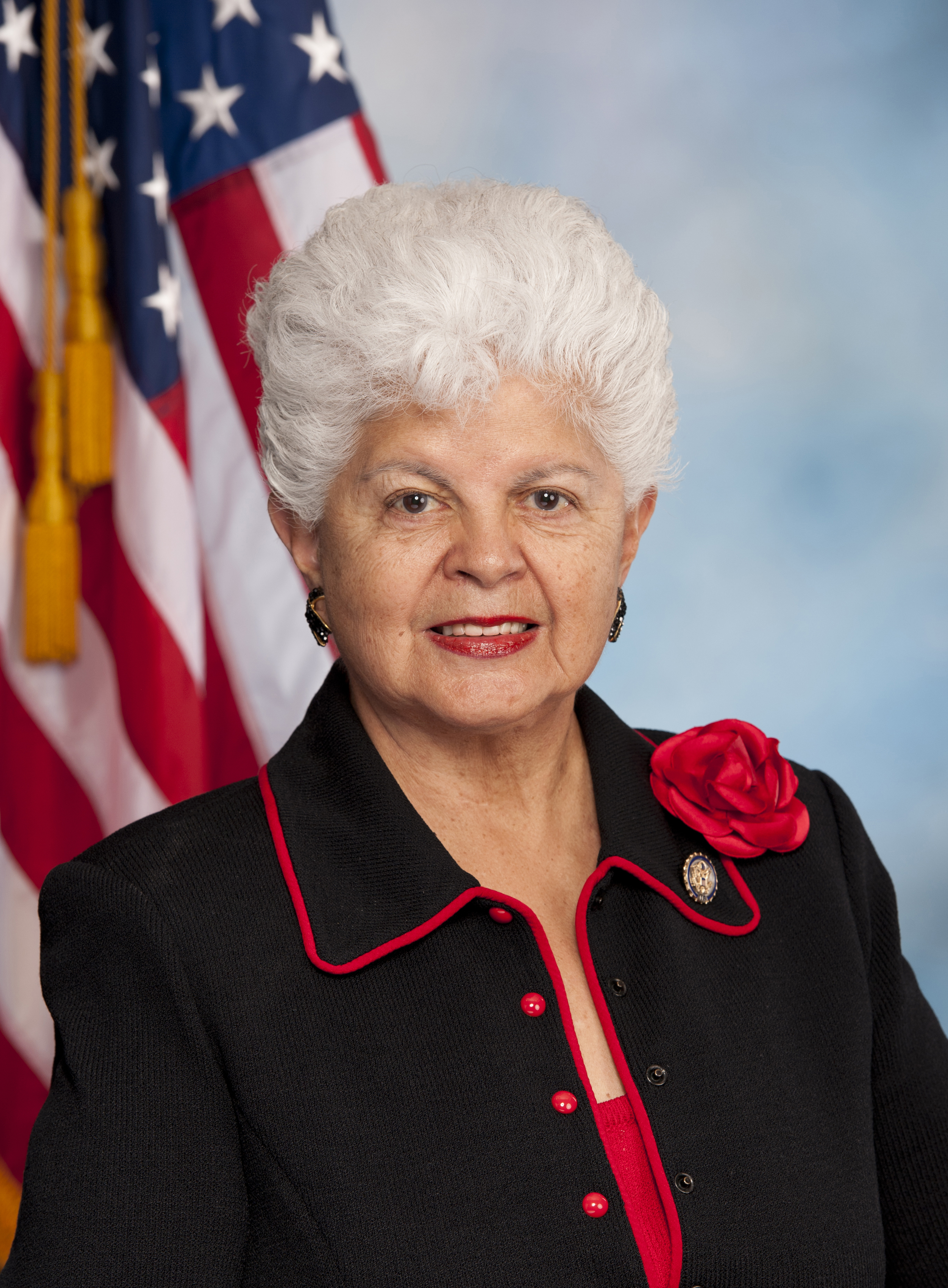
Grace Napolitano (2012)

Graciela Flores „Grace“ Napolitano (* 4. Dezember 1936 in Brownsville, Cameron County, Texas) ist eine US-amerikanische Politikerin der Demokratischen Partei. Seit 1999 vertritt sie den Bundesstaat Kalifornien im US-Repräsentantenhaus. Von 1999 bis 2003 vertrat sie den 34. Distrikt, von 2003 bis 2013 den 38. Distrikt, von 2013 bis 2023 den 32. Distrikt und seit 2023 den 31. Distrikt.

## Werdegang
Grace Napolitano besuchte die Brownsville High School und danach das Cerritos College in Norwalk (Kalifornien). Anschließend besuchte sie auch noch das Texas Southmost College in ihrer Geburtsstadt Brownsville (Texas).
Napolitano ist verheiratet und Mutter von fünf Kindern. Sie ist nicht verwandt mit Janet Napolitano, die zwischen 2003 und 2009 Gouverneurin von Arizona war und dann bis 2013 das Ministerium für Innere Sicherheit leitete.

## Politik
Sie ist Mitglied der Demokratischen Partei. 1986 wurde sie in den Gemeinderat von Norwalk gewählt; zwischen 1989 und 1990 amtierte sie als Bürgermeisterin in diesem Ort. Von 1992 bis 1998 war sie Abgeordnete in der California State Assembly.
Bei den Kongresswahlen des Jahres 1998 wurde Napolitano im 34. Kongresswahlbezirk von Kalifornien in das US-Repräsentantenhaus in Washington, D.C. gewählt, wo sie am 3. Januar 1999 die Nachfolge von Esteban Edward Torres antrat, der nicht mehr kandidierte. Sie siegte mit 67,6 % gegen Ed Perez von der Republikanischen Partei, Jason Heath von der Libertarian Party sowie Walter Scott von der rechtsgerichteten American Independent Party. Nachdem sie bei allen folgenden elf Wahlen zwischen 2000 und 2020, jeweils bestätigt wurde, kann sie ihr Mandat bis heute ausüben. Sie wurde immer mit mehr als 59 % der Stimmen wiedergewählt. Ihr bestes Ergebnis erzielte sie bei den Wahlen 2004 mit 100 % als sie ohne Gegenkandidaten blieb, und das schlechteste Wiederwahlergebnis hatte sie im Jahr 2014 mit 59,7 Prozent der Stimmen. Erwähnenswert ist weiterhin, dass es in der Repräsentantenhauswahl 2016 ein Duell gegen ihren demokratischen Parteikollegen Roger Hernandez gab, weil der republikanische Kandidat, Gordon Fisher, weniger Stimmen erhielt als die beiden Demokraten.
Die Primary (Vorwahl) für die Wahlen 2022, nunmehr für den 31. Distrikt, am 7. Juni konnte sie mit 52,9 % klar gewinnen. Sie trat dadurch am 8. November 2022 gegen Daniel Bocic Martinez von der Republikanischen Partei an. Sie entschied die Wahl mit 55 % der Stimmen für sich und ist dadurch auch im Repräsentantenhaus des 118. Kongresses vertreten.

### Ausschüsse
Napolitano ist aktuell Mitglied in folgenden Ausschüssen des Repräsentantenhauses:
- Committee on Natural Resources
  - Energy and Mineral Resources
  - Water, Wildlife and Fisheries
- Committee on Transportation and Infrastructure
  - Economic Development, Public Buildings, and Emergency Management
  - Highways and Transit
  - Railroads, Pipelines, and Hazardous Materials
  - Water Resources and Environment

Sie ist außerdem Mitglied beim Congressional Asian Pacific American Caucus und beim Congressional Progressive Caucus sowie 35 weiterer Caucuses.